# Народно-визвольна армія Греції
Народно-визвольна армія Греції (грец. Ελληνικός Λαϊκός Απελευθερωτικός Στρατός, скорочено ΕΛΑΣ), або ЕЛАС — грецька народно-визвольна армія, збройні сили Руху Опору в Греції в роки Другої світової війни 1939—1945 років.
ЕЛАС була створена за рішенням ЦК Грецького національно-визвольного фронту в грудні 1941 року на базі партизанських загонів, що діяли на території Греції. В установчій декларації від 16 лютого 1942 року зазначалося, що метою ЕЛАС є звільнення країни від німецько-фашистських окупантів, захист завоювань народу і його свобод.
До осені 1943 року ЕЛАС звільнила близько третини території, до кінця жовтня 1944 року (чисельність ЕЛАС — 77 тисяч солдат і офіцерів на дійсній службі, 50 тисяч резервістів, 6 тисяч осіб в національній міліції) — всю територію Греції. В результаті переходу (після Ліванського угоди 1944 року) влади в країні до антидемократичних сил і збройного втручання англійських військ (грудень 1944 року) у внутрішні справи Греції ЕЛАС за умовами Варкізької угоди була 28 лютого 1945 року розформована.